# Miryo
Jo Mi-hye (hangul: 조미혜; Seúl, 2 de noviembre de 1981), conocida por su nombre artístico Miryo, es una rapera, cantante, compositora y productora surcoreana. Actualmente es la rapera del grupo femenino surcoreano Brown Eyed Girls, y es exmiembro del grupo de rap Honey Family.

## Carrera
Miryo debutó como solista en 2012, después de aparecer como productora en la primera temporada de Show Me the Money.

### Compositora
Además de ser rapera, Miryo es también compositora. Entre las idols femeninas, Miryo tiene los derechos de autor en la mayoría de las canciones, teniendo un total de 56 canciones en marzo de 2013. Ha sido compositora y letrista de Honey Family y también de su actual grupo Brown Eyed Girls.

## Discografía

### Álbumes
| Información del álbum                                                                                   | Lista de canciones |
| --- | --- |
| MIRYO aka JOHONEY - liberación: 1 de febrero de 2012 - Género: Pop - agencia: Nega Network, Neowiz Bugs | - 01. Party Rock (feat. Gary de Leessang, THE KOXX) - 02. Dirty - 03. I Love You, I Love You (feat. Sunny de Girls' Generation) (사랑해 사랑해) - 04. Revenger (feat. Rude Paper) - 05. Leggo (feat. Narsha de Brown Eyed Girls) |
| Queen - liberación: 30 de julio de 2015 - Género: K-pop - agencia: Nega Network, A&G Modes              | - 01. Dream (feat. DJ Dopsh) - 02. Queen (feat. Gain de Brown Eyed Girls) |
| - liberación: 2016.10.26 - Género: K-rap - agencia: Mystic Entertainment (LOEN Ent.)                    | - 01. Rock Paper Scissors (가위 바위 보) - 02. Hey I'm a n-e-r-d (잉여의 하루) (Miryo Solo) - 03. Money Making feat. Dongbae |

### Sencillos
| Año  | Título          |
| ---- | --------------- |
| 2017 | "DREAMS" "COME" |

## Filmografía

### Espectáculos de variedades
| Año  | Título             | Red  | Notas                |
| ---- | ------------------ | ---- | -------------------- |
| 2012 | Show Me the Money  | Mnet | Jueza                |
| 2015 | Hello Counselor    | KBS  | con Brown Eyed Girls |
| 2016 | Unpretty Rapstar 3 | Mnet | Concursante          |